# Altsächsische Gräberfelder an der Fallward
Die Altsächsischen Gräberfelder an der Fallward sind ein archäologischer Fundplatz nahe der ehemaligen Dorfwurt Fallward im Land Wursten im Landkreis Cuxhaven. Die beiden germanischen Gräberfelder aus dem 4. und 5. Jahrhundert wurden nach ihrer Entdeckung von 1993 bis 1998 ausgegraben. Wegen der günstigen Erhaltungsbedingungen im feuchten Marschboden zeichnet sich die Fundstelle durch außerordentlich gut erhaltenes organisches Fundmaterial aus. Dazu zählt ein größerer Bestand an verziertem Mobiliar, das wahrscheinlich unter Einfluss von spätrömischem Kunsthandwerk entstanden ist.

## Lage
Die Gräberfelder liegen auf dem Strandwall der Außenweser innerhalb der Wesermarsch. Der bis zu zwei Meter hohe Wall wurde durch eine Erhöhung des Meeresspiegels in vorchristlicher Zeit während der Phase I b der Dünkirchen-Transgression aufgeworfen. Die Gräber befinden sich etwa 200 Meter nördlich der ehemaligen Wurtensiedlung Fallward, deren Bewohner in den Gräberfeldern bestattet sein dürften. Die Fallward ist wie die benachbarten Wurten als Siedlung in der Ebene gegründet worden. Erst beim Anstieg des Meeresspiegels im 1./2. Jahrhundert n. Chr. wurde sie zu einem Wurtenhügel ausgebaut, der wegen zunehmender Sturmfluten im 5. Jahrhundert wieder aufgegeben wurde. Etwa 2 km nördlich der Gräberfelder befindet sich die frühgeschichtliche Wurt Feddersen Wierde.

## Entdeckung und Ausgrabung
Im Rahmen der archäologischen Landesaufnahme im Landkreis Cuxhaven wurde in den 1960er Jahren nahe der Dorfwurt Fallward ein ungeklärter Fundplatz festgestellt. Bei Begehungen bis in die 1980er Jahre gab es Lesefunde, die auf ein Gräberfeld deuteten. 1993 erfolgte eine kleinere Ausgrabung durch die Archäologische Denkmalpflege des Landkreises Cuxhaven, was die Annahme bestätigte. Daraufhin erfolgte bis 1998 eine komplette archäologische Untersuchung von zwei gemischtbelegten Gräberfeldern. Gemischtbelegt bedeutet, dass die beiden Bestattungsriten der Brandbestattung und der Körperbestattung nebeneinander praktiziert worden sind.

## Gräber und Beigaben
Bei den Ausgrabungen von 1993 bis 1998 wurden etwa 200 Brand- und rund 60 Körpergräber aus dem 4. und 5. Jahrhundert freigelegt. Die Brandgräber waren von Beigabenarmut gekennzeichnet und durch landwirtschaftliche Nutzung vielfach geschädigt. Bei den Körpergräbern wurden drei Qualitätsstufen festgestellt. Zu den aufwändigen Bestattungen zählen Bootsgräber und Gräber mit reichen Beigaben, die sich als Prunkgräber bezeichnen lassen. Geringeres Niveau haben Gräber mit Holzsärgen. Die geringste Qualität weisen einfache Beisetzungen ohne Särge auf, die teilweise beigabenlos waren und zum Teil über Fibeln und Perlenketten verfügten. Die Verzierungen an den Gegenständen weisen auf einen Einfluss durch spätrömisches Kunsthandwerk.
Organisches Material hat sich in den Gräbern gut erhalten, soweit es im schluffigen Marschenton niedriger als 0,6 Meter über dem Meeresspiegel lag. Die Lagerung unter Sauerstoffabschluss im ganzjährig feuchten Boden sorgte für die guten Erhaltungsbedingungen. Neben den Verstorbenen selbst haben sich die Grabbeigaben weitgehend erhalten. Dazu zählen vor allem hölzerne Möbelstücke wie Tische, Hocker, Fußschemel, Holzgefäße und ein verzierter Prunkstuhl. Bei den drei- oder vierbeinigen Hockern ist überwiegend nur die Sitzfläche erhalten. Zwei Gräber fielen durch ihre reichen Beigaben mit aufwändig hergestellten Möbeln auf. Die Art der Gräber und die Grabbeigaben ließen Rückschlüsse auf die soziale Schichtung der hier bestatteten Bevölkerungsgruppe zu. Einzelne Gräber konnten auf die Zeit um 300 n. Chr. dendrodatiert werden.
Die Funde sind im Museum Burg Bederkesa ausgestellt.

### Mädchengrab
Zu den beiden besonderen Gräbern zählt die Bestattung eines Mädchens in einer großen Grabgrube, die von einem Kreisgraben von 8 Meter Durchmesser umgeben war. Die vollständig bekleidete Tote war auf Heu gebettet und trug Schmuck sowie Fibeln, darunter zwei aufwendig gearbeitete Tutulusfibeln. Die Tote wurde mit einer Lage aus Strauchmaterial und Spaltbohlen abgedeckt. Als Sarg diente ein Holztrog, der mit einer Bohle verschlossen war. Die Beigaben waren neben dem Sarg abgelegt. Dazu zählen geschnitzte sowie gedrechselte Holzgefäße und ein kleiner Trog. Einzigartig und ohne weitere Vergleichsstücke in Europa sind ein dreibeiniger Hocker und ein kleiner Tisch, die jeweils über gedrechselte Beine verfügen.

### Thron der Marsch
Eine weitere besondere Bestattung ist ein Bootsgrab mit einem männlichen Verstorbenen in einem 4,4 Meter langen Einbaum. Zu den Beigaben im Boot zählen eine große Holzschale und ein hölzerner Tisch. Er ist ebenso wie der Tisch im Grab des Mädchens als Speisetisch anzusehen, da Tacitus im Kapital 22 der Germania schreibt, dass die Germanen jeder an seinem eigenen Tisch essen. Als bedeutendster Fund der beiden untersuchten Gräberfelder wird ein 65 cm hoher Klotzstuhl angesehen, der wegen seines Erscheinens in der Art eines Prunksessels volkstümlich als Thron aus der Marsch bezeichnet wird. Er wurde aus einem Baumstamm hergestellt. Innen weist die Rückenlehne einen Kerbschnitt auf.
Beim Toten im Boot lag ein Holzbrett, bei dem es sich anscheinend um den Fußschemel des Prunksessels handelt. Er ist mit vergleichbaren Kerbschnittmustern verziert wie der Klotzstuhl. Auf seiner Rückseite befindet sich eine Verzierung mit einer Jagddarstellung. Sie zeigt einen Hirsch, der von einem Hund gerissen wird. Derartige Bildmotive sind von spätrömischen Denkmalen bekannt. Auf dem Brett aus Ahornholz das dendrochronologisch auf das Jahr 431 n. Chr. datiert ist, befindet sich an der Vorderkante eine linksläufige Runeninschrift ksamella lguskaþi (SG-135).  Das erste Wort ist eine Gegenstandsbezeichnung in voraltsächsischer Sprache skamella Schemel zu altsächsisch fōt-scamel (Heliand). ks- ist möglicherweise ein Schreibfehler für reguläres sk wie in skaþi oder eine Interversion durch die Entlehnung aus lateinisch scamella. Bei lguskaþi handelt es sich um ein Kompositum das die Jagdszene auf der Unterseite beschreibt und als plausibelsten  Hirschschädigung lautet.

### Weitere Fundstücke
Zu den Metallfunden zählen ein Metallkessel, eine Spatha, Gürtelschnallen und Fibeln sowie spätrömische Militärgürtelschnallen. Metallgegenstände sind, soweit sie im feuchten Untergrund lagen, durch das umgebende Salzwasser stark korrodiert. An den Knochen wurden DNA-Analysen vorgenommen, um die Verwandtschaftsbeziehungen der Bestatteten zu klären, wobei in Einzelfällen auch das Geschlecht bestimmt werden konnte.